# 차희 (1988년)
차희(본명: 김명선, 1988년 4월 17일 ~)은 대한민국의 배우이자 연극배우이다.

## 드라마
- 2025년 디즈니+《메이드 인 코리아》 -
- 2023년 ENA 《행복배틀》 - 이소민 역
- 2020년 KBS 《바람피면 죽는다》 - 최주경 비서 역
- 2020년 MBC 《십시일반》 - 진 변호사 역
- 2019년 OCN  《모두의 거짓말》 - 서희 비서관 역
- 2019년 MBC 《이몽》 - 태준 처 역
- 2017년 KBS2 《KBS 드라마 스페셜 - 혼자추는 왈츠》
- 2014년~2015년 SBS 《피노키오》 - 고등학생 역

## 영화
- 2020년 리미트 - 선미 역
- 2019년 헤븐 - 간호사 역
- 2019년 빛의기억 - 수연 역
- 2019년 남산의 부장들 – 장마담 역
- 2017년 악녀 – 연극배우 역

## 연극
- 김정욱들
- 철수 영희
- 작업의 정석
- 별난 야유회